# ローレット・テイラー
ローレット・テイラー（Laurette Taylor、1883年4月1日 - 1946年12月7日）は、アメリカ合衆国の女優。ニューヨーク州ニューヨーク出身。

## 出演作品
- 母を死守して
- ローマの一夜